# Didachè

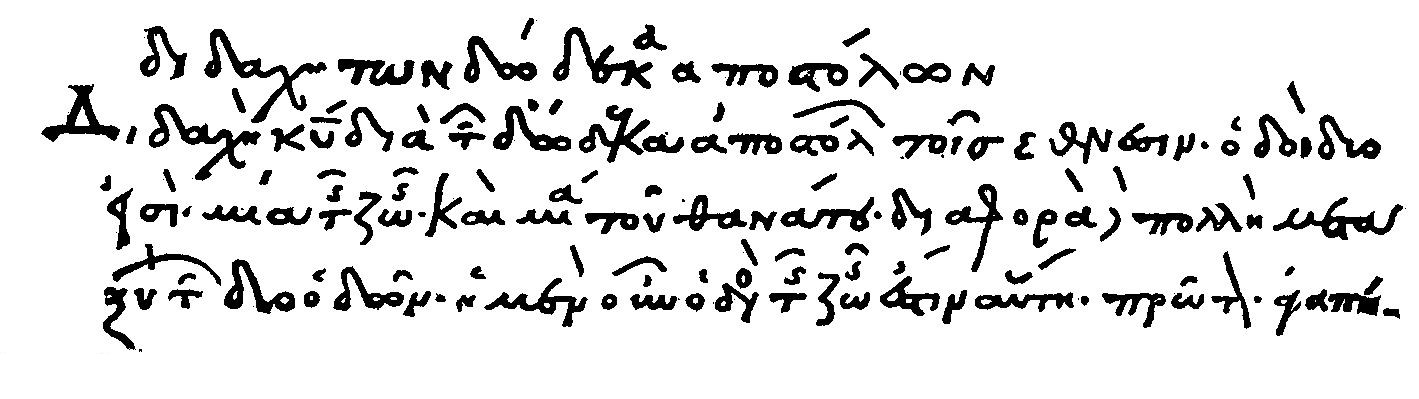
Manuscript uit 1056 met de eerste regels van de Didachè

De Didachè (Grieks: Διδαχή, "onderricht", "onderwijzing") is een vroeg-christelijk geschrift, gerekend tot de apostolische vaders. De tekst werd ontdekt in 1873 in het Heilig Grafklooster in Constantinopel door aartsbisschop Philotheos Bryennios en in 1887 overgebracht naar de bibliotheek van het Grieks-orthodox patriarchaat van Jeruzalem geregistreerd als Codex Hierosolymitanus 54.
In eerste instantie werd het gedateerd op de eerste helft van de 2e eeuw, maar onderzoek in de 21e eeuw heeft geleid tot consensus onder onderzoekers dat het werk in de tweede helft van de 1e eeuw in het Grieks werd geschreven door een onbekende auteur.
De Didachè wordt beschouwd als de vroegste "apostolische" instructies op ethisch gebied, liturgie en wat later canoniek recht zou worden genoemd. Het schildert gedetailleerd en kleurrijk het leven en de organisatie van de joods-christelijke kerk en hoe zij hun gebruiken aanpasten voor de heidense christenen. Steeds meer onderzoekers raken er van overtuigd dat de tekst wel eens de eerste getuigenis bevat van een catechese voor de proselieten en daarmee ouder kan zijn dan gedacht. Dat verklaart ook de overeenkomst tussen dit geschrift en het evangelie van Matteüs.
In de eerste na-Bijbelse fase van het christendom werd in de liturgie ook uit de Didachè gelezen. Bij de vaststelling van de canon van het Nieuwe Testament (Athanasius van Alexandrië, 367, bekrachtigd tijdens het derde concilie van Carthago, 397) werd de Didachè niet opgenomen. Het eerder populaire geschrift raakte in de vergetelheid.

## Didachè en Matteüs
Als de Didachè het heeft over "het evangelie", is dat het Evangelie volgens Matteüs en wil laten zien hoe de twaalf apostelen de Grote Opdracht van Jezus ("Ga dus op weg en maak alle volken tot mijn leerlingen" — Matteüs 28:19) in praktijk brengen. De Didachè is op verschillende punten gelijk aan het Evangelie volgens Matteüs, mogelijk omdat beide teksten in vergelijkbare gemeenschappen zijn ontstaan. De eerste hoofdstukken komen ook voor in andere vroegchristelijke teksten, wat doet vermoeden dat zij van een eerdere joodse bron zijn afgeleid.

## Inhoud
De Didachè geeft informatie over het leven in de christelijke gemeenschap en is volgens bovenstaande datering het oudst bewaarde na-Bijbelse document met voorschriften voor de liturgie en het kerkelijk leven.
De eerste zes hoofdstukken gaan vooral over de goede en de slechte weg waarop een christen kan wandelen (de 'twee wegen', die van het leven en die van de dood). Ze bevatten verschillende verwijzingen naar de Bergrede, Wijsheid van Jezus Sirach en Spreuken. Hoofdstuk 7 en 8 gaan hoofdzakelijk over de praktische aspecten van de doop en hoofdstuk 9 en 10 over de liturgie bij het avondmaal. De laatste hoofdstukken (11-15) gaan over het beleid in de gemeenschap en hoofdstuk 16 over de toekomstverwachting van de christenen.
- Hoofdstuk I t/m VI: De Leer van de Twee Wegen
  - Hoofdstuk I: Overzicht met toelichting van de Bergrede
  - Hoofdstuk II en III: Toelichting op enkele geboden en verboden
  - Hoofdstuk IV: Over het gedenken van de geloofsverkondigers en het nut van de goede werken
  - Hoofdstuk V: De weg ten kwade
  - Hoofdstuk VI: Over het onderhouden van het "juk des Heren"; onthouding van offervlees

- Hoofdstuk VII t/m VIII: Praktische aspecten van de doop
  - Hoofdstuk VII: Over het doopsel
  - Hoofdstuk VIII: Over het vasten (voorafgaand aan de doop)

- Hoofdstuk IX t/m X: Liturgie en avondmaal
  - Hoofdstuk IX: Over de eucharistie
  - Hoofdstuk X: Eucharistisch/liturgisch gebed

- Hoofdstuk XI t/m XV: Het beleid in de gemeenschap
  - Hoofdstuk XI en XII: Over profeten en charismatici
  - Hoofdstuk XIII: Over de plicht tot het onderhouden van profeten, leraren e.d. door de gemeenschap
  - Hoofdstuk XIV: Over de belijdenis van de zonden alvorens deel te nemen aan de eucharistie
  - Hoofdstuk XV: Over de aanstelling van oudsten en diakenen

- Hoofdstuk XVI: De toekomstverwachting van christenen
  - Hoofdstuk XVI: Over de eindtijd

De Didachè werd niet toegelaten tot de canon van het Nieuwe Testament. Redenen hiervoor zijn:
- Het boek leert de ‘rechtvaardiging door goede werken’ (Didachè 4:6; 6:2; 16:2),
- Het strenge bevel voor de dopeling om minstens één dag te vasten voor zijn doop of het bevel om drie keer per dag het Onze Vader te bidden te wettisch (Didachè 7:4; 8:3).

Oudtestamentische profetieën over de Israëlieten worden op de Kerk toegepast (Didachè 9:4; 10:5). Zo dient de Kerk worden samengebracht vanaf het einde van de aarde in het Koninkrijk van God. De auteur(s) gaat er hierbij van uit dat de Kerk nog niet in het Koninkrijk van God is en dit lokaal aanwijsbaar lijkt.

### De Didachè over christelijke profeten
De Didachè geeft instructies hoe de christelijke gemeenschappen zouden moeten omgaan met christelijke profeten. Er blijkt uit dat er een verschuiving plaatsvond in deze periode, weg van "de gaven van de Geest" (1 Korintiërs 14:1). Uit de Didachè blijkt een wantrouwen jegens, maar tegelijk acceptatie van christelijke profeten. Een profeet zou een stad zo snel mogelijk moeten verlaten, maar moeten worden verwelkomd in de stad waar hij aankwam. De Didachè lijkt een tussenfase te markeren tussen de periode van brieven van Paulus en de pastorale brieven en brieven van Petrus, waarin de christelijke beweging was gebaseerd op ambten in plaats van profetische gaven.

## Vertalingen
Sinds haar ontdekking in 1873 is de Didachè herhaaldelijk in het Nederlands vertaald:
- Klijn, Apostolische Vaders, II, 1967, p. 91-123. - Voorstelling en vertaling. Herdruk: 1981 (p. 225-257).
- De Didache, Leer van de Twaalf Apostelen, door de Benedictinessen van Bonheiden (Kerkvaderteksten met Commentaar, 3), Bonheiden, Abdij Bethlehem, 1982. - Op p. 51-66 vertaling.
- Kerkvaders, 1984, p. 1-30. - Vertaling en toelichting, door C. Datema.
- Franses OFM, Dr. D., De Apostolische Vaders, 1941, p. 7-21.
- De Didache, het onderwijs van de apostelen, vertaling met commentaren door A. de Kok, 2014, Uitgeverij Stad op een berg